# Ahurjan
Ahurjan ili Zapadni Arpačaj (armenski: Ախուրյան, turski: Arpaçay, ruski: Ахурян ili Западный Арпачай) je rijeka u regiji južnog Kavkaza lijeva pritoka rijeke Aras. U gornjem toku teče kroz područje Armenije, dok u donjem dijelu toka predstavlja granicu između Armenije i Turske. Ahurjan izvire iz jezera Arpi na 2023 metara u sjeverozapadnoj Armeniji, dok se ušće u Aras nalazi u blizini sela Bagaran, također u Armeniji. Rijeka je duga 186 km a površina slijeva joj je 9.670 km².